# Cephalodromia curvata
Cephalodromia curvata is een vliegensoort uit de familie van de Mythicomyiidae. De wetenschappelijke naam van de soort werd voor het eerst geldig gepubliceerd in 1914 door Becker.